# Kazimierz Lipiński (samorządowiec)
Kazimierz Lipiński (ur. 21 lutego 1952 w Pyrzycach) – polski samorządowiec, burmistrz Pyrzyc w latach 1998–2010, od 2014 do 2016 starosta powiatu pyrzyckiego.     
W latach 1988–1990 I sekretarz Komitetu Gminnego Polskiej Zjednoczonej Partii Robotniczej w Bielicach.     

## Życiorys
Z wykształcenia jest magistrem administracji. Pracował w Urzędzie Gminy w Warnicach, Zarządzie Dróg Lokalnych w Lipianach oraz w Urzędzie Miejskim w Szczecinie (w kolegium ds. wykroczeń), a także w Agencji Własności Rolnej Skarbu Państwa. 

### Działalność w PRL
W lutym 1974 roku wstąpił do Polskiej Zjednoczonej Partii Robotniczej. Był członkiem egzekutywy Komitetu Gminnego PZPR w Warnicach, a następnie od 1982 do 1988 roku I sekretarzem Podstawowej Organizacji Partyjnej PZPR przy Urzędzie Gminy tamże. W listopadzie tego samego roku został I sekretarzem KG PZPR w Bielicach, którym pozostał do 1990 roku.

### Burmistrz Pyrzyc
10 listopada 1998 roku został wybrany burmistrzem Pyrzyc, zastępując na tej funkcji Stanisława Stępienia. W wyborach samorządowych w 2002 roku uzyskał reelekcję na funkcji burmistrza z ramienia KWW Sojuszu Lewicy Demokratycznej – Unii Pracy, wygrywając w drugiej turze ze Stanisławem Stępieniem z wynikiem 3351 głosów (58,97%). W wyborach w 2006 roku ponownie został wybrany burmistrzem wygrywając w drugiej turze z Wiktorem Tołoczko, uzyskał 3392 głosy (58,99%). W październiku 2008 roku radni miejscy zadecydowali o przeprowadzeniu referendum w sprawie odwołania Lipińskiego z funkcji burmistrza. Ze względu na zbyt niską frekwencję referendum było nieważne (w głosowaniu wzięły udział 2054 osoby, przy 3504 wymaganych do uznania referendum za wiążące). W głosowaniu odwołanie burmistrza poparło 1837 głosujących, przeciwnych było 192 mieszkańców, a 25 osób oddało głos nieważny. Dołączył do Polskiego Stronnictwa Ludowego. W wyborach samorządowych w 2010 roku nie został ponownie wybrany burmistrzem, odpadł w pierwszej turze uzyskując 1362 głosy (16,41%).
W wyborach parlamentarnych w 2011 roku bezskutecznie kandydował z list Polskiego Stronnictwa Ludowego do Sejmu, uzyskał 892 głosy (0,23%).

### Starosta powiatu pyrzyckiego
W wyborach samorządowych w 2014 roku ponownie bezskutecznie kandydował na urząd burmistrza Pyrzyc odpadając w pierwszej turze z wynikiem 1167 głosów (14,52%). Został natomiast wybrany radnym powiatu pyrzyckiego z list PSL, uzyskał 611 głosów (9,07%). 28 listopada tego samego roku został wybrany starostą. Na początku grudnia 2015 roku czterech radnych powiatu złożyło wniosek o odwołanie Lipińskiego, który argumentowali brakiem umiejętności pracy w grupie. 21 grudnia tego samego roku został odwołany z funkcji starosty.
W sierpniu 2018 roku zapowiedział swój start w wyborach na burmistrza Pyrzyc. W wyborach samorządowych w tym samym roku bezskutecznie ubiegał się o urząd burmistrza odpadając w pierwszej turze z wynikiem 1428 głosów (18,28%). Bezskutecznie ubiegał się także o mandat radnego miejskiego, uzyskał 142 głosy (33,02%). Przed drugą turą wyborów na burmistrza poparł kandydatkę Prawa i Sprawiedliwości – Justynę Łyjak.

## Odznaczenia i wyróżnienia
- Srebrna Odznaka Honorowa Gryfa Zachodniopomorskiego[22]
- Złota Odznaka Honorowa Gryfa Zachodniopomorskiego[22]